# Numfor
Numfor, auch Noemfoor, Numfoor, Noemfoor, ist eine der Biak-Inseln, die zu den Schouten-Inseln gehören und dem Regierungsbezirk Biak Numfor in der Provinz Papua, Indonesien zugeordnet sind.

## Geographie
Die Insel liegt unmittelbar nördlich der großen Cenderawasih-Bucht, früher Geelvink-Bucht, zwischen der Vogelkop-Halbinsel und Supiori und Yapen. Annähernd oval, hat sie eine Fläche von 335 Quadratkilometern. Sie ist überwiegend von Korallenriffen umgeben, mit Ausnahme einiger Punkte an der Südostküste. An der Südostküste gibt es außerdem auch einige niedrige, aber steile Kliffs. Der größte Teil des Inselinneren ist von tropischem Regenwald bedeckt. Besonders hoch ist die Zahl endemischer Vogelarten. 
Die Insel erreicht eine Höhe von 204 Metern, jedoch ohne ausgeprägte Gipfel; sie erscheint insgesamt relativ flach.

## Geschichte
Sie war Schauplatz des Konflikts zwischen Japanern und den Streitkräften der Alliierten im Zweiten Weltkrieg und war für jeweils beide Seiten ein größerer Luftwaffenstützpunkt. Die Insel wurde im Dezember 1943 von japanischen Streitkräften besetzt. Zu der Zeit lebten etwa 5000 Menschen auf der Insel. Dazu kamen ca. 600 Mitglieder einer Hilfs- und Arbeits-Einheit aus dem heutigen Taiwan und 500 indonesische Zwangsarbeiter. Die Japaner bauten drei Flugplätze auf der Insel, von denen einer noch heute in Betrieb ist. Im April 1944 begannen die Amerikaner, die Insel zu bombardieren. Die Invasion begann im Juli; die Kämpfe dauerten bis Ende August 1944 (s. Schlacht um Noemfoor). 
Zwischen 1909 und 1917 war Numfor Schauplatz der zweiten Phase der Mansren-Koreri-Bewegung, einem Cargo-Kult.